# Harter Brocken: Der Bankraub
Harter Brocken: Der Bankraub ist ein deutscher Kriminalfilm von Holger Karsten Schmidt und Andreas Senn aus dem Jahr 2017. Es handelt sich um den dritten Kriminalfilm der Harter-Brocken-Reihe mit Aljoscha Stadelmann als Polizist Frank Koops sowie Moritz Führmann als dessen Freund und Anna Fischer als Koops Kollegin Mette Vogt. Julia Koschitz ist erneut, wie schon im ersten Film der Reihe, als Koops Gegenspielerin besetzt. Jan Krauter und Michael Rotschopf sind in weiteren tragenden Gastrollen zu sehen.

## Handlung
Simone Schmidt, die der Kleinstadtpolizist Frank Koops vier Jahre zuvor hinter Gitter gebracht hatte, wird aus dem Gefängnis entlassen. Zusammen mit zwei Komplizen will sie sich an Koops rächen und gleichzeitig einen großen Coup landen. Frank Koops wird gezwungen, sich an einem Banküberfall zu beteiligen, da seine Kollegin Mette Vogt von den Gangstern entführt wurde und solange festgehalten werden soll, bis der geplante Überfall gelungen ist. Durch die erzwungene Mitarbeit des ortskundigen Polizisten gelangen Simone Schmidt und ihre Komplizen an wertvolle Insider-Informationen.
Doch Koops gelingt es, seinem Freund Heiner Kelzenberg heimlich eine Nachricht zukommen zu lassen, sodass sich dieser um die Befreiung von Mette kümmern kann. Koops kann Hagen, den Freund Simone Schmidts, nach dem gelungenen Bankraub ausschalten. Am Ende lockt Koops Schmidt in eine Falle und bringt das gestohlene Geld zurück zur Bank.

## Produktion, Dreharbeiten, Ausstrahlung
Der Film wurde von der H & V Entertainment GmbH im Auftrag von der ARD Degeto Film für die ARD produziert. Die Dreharbeiten fanden vom 8. Juni bis zum 7. Juli 2017 u. a. in Sankt Andreasberg, Braunlage und bei Trautenstein im Harz statt.
Die Erstausstrahlung des Films im Programm der ARD Das Erste erfolgte am 25. Dezember 2017 am ersten Weihnachtstag zur Hauptsendezeit. Er wurde von 4,50 Millionen Zuschauern gesehen und setzte sich damit erfolgreich gegen die Helene-Fischer-Show (5,9 Millionen Zuschauer) und die Free-TV-Premiere der Minions (3,09 Millionen Zuschauer) durch, die zeitgleich ausgestrahlt wurden. Der Marktanteil betrug 14 Prozent.

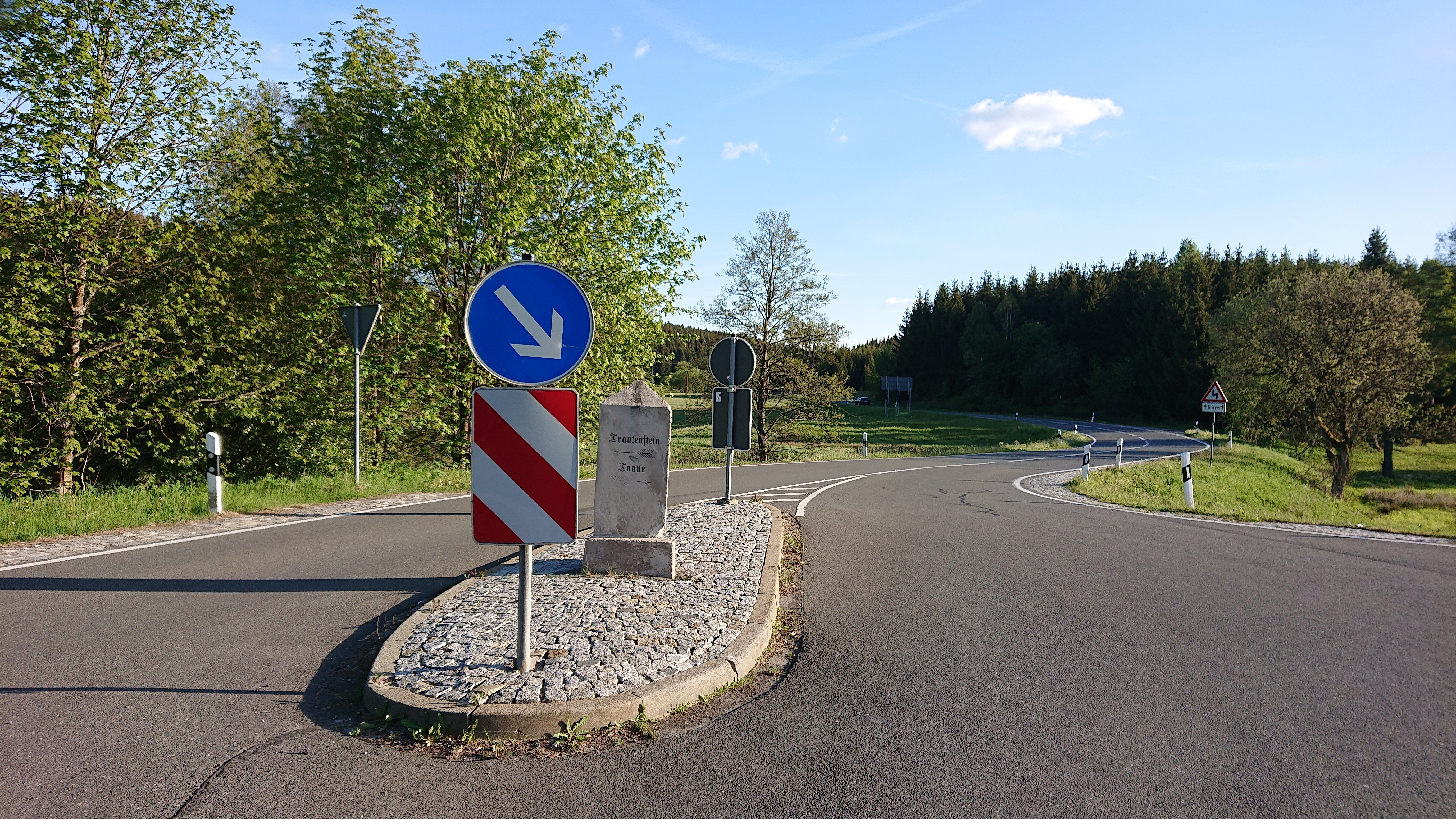
Einer der Drehorte: Straßeneinmündung bei Trautenstein, wo der 2. Geldtransporter gestoppt wurde.

## Rezeption
Rainer Tittelbach von tittelbach.tv führte aus: „Wartete unlängst ‚Die Kronzeugin‘, die zweite Episode der ARD-Premium-Reihe, mit einem großen Blutbad auf, fällt ‚Der Bankraub‘ (Degeto/H&V) vergleichsweise zahm aus, denn die Klingen kreuzen hier zwei psychologische Taktierer. Das heißt auch für den Zuschauer: Die Spannung findet im Kopf statt, bis es im letzten Drittel Schlag auf Schlag geht. Ansonsten gilt: Die Handlung ist überschaubar, das Personal übersichtlich und diese Genre-Geschichte erhebt keinen Anspruch auf Realitätsnähe.“